# XVI Reunión Americana de Genealogía
La XVI Reunión Americana de Genealogía y VI Congreso Iberoamericano de las Ciencias Genealógica y Heráldica fueron celebrados en la ciudad de Morelia, Michoacán (México), del 11 al 15 de octubre de 2010, bajo el tema: Familia y Emancipación Americana. Evento celebrado en el marco del Bicentenario de la Independencia de México.

## Organización
La organización de la XVI Reunión Americana de Genealogía y VI Congreso Iberoamericano de las Ciencias Genealógica y Heráldica, fue tripartita, lográndose una exitosa semana científica, donde se conjugaron aquellas disciplinas de estudio con la gran riqueza cultural tanto de la ciudad de Morelia (cuyo Centro Histórico, fue declarado por la Unesco como Patrimonio Cultural de la Humanidad, el 13 de diciembre de 1991), como del Estado de Michoacán, ya que, entre las actividades culturales, se visitaron algunas de las más significativas poblaciones de dicho estado. Las tres partes organizadoras fueron:
- La Universidad Nacional Autónoma de México, a través del Instituto de Investigaciones Históricas, siendo su Directora, la Dra. Alicia Mayer González, y bajo la coordinación general del Dr. Javier Sanchiz Ruiz y de la Lic. Amaya Garritz Ruiz, ambos, miembros del referido Instituto de Investigaciones Históricas.

- El Gobierno del Estado de Michoacán, a través de la Secretaría de Cultura, siendo su Secretario, el Mtro. Jaime Hernández Díaz.

- La Academia Mexicana de Genealogía y Heráldica, siendo su Presidente, el Lic. Salvador de Pinal-Icaza y Enríquez.

Además, el evento contó con el auspicio de la Secretaría de Turismo (México) a través de la Lic. Miren Barreneche, y de FamilySearch; así como también, con la colaboración del Lic. Froylán Melchor, Secretario Particular del ya mencionado Mtro. Jaime Hernández Díaz, Secretario de Cultura del Gobierno del Estado de Michoacán, quien de forma efectiva, hizo todo el seguimiento y la logística, resultando un exitoso acontecimiento.

## Centro Cultural Clavijero: sede de las sesiones
Las sesiones de la XVI Reunión Americana de Genealogía y VI Congreso Iberoamericano de las Ciencias Genealógica y Heráldica, tuvieron por sede el Centro Cultural Clavijero, sito en la calle Nigromante 79, en el Centro Histórico de la ciudad de Morelia.

## Naciones Participantes
En esta Reunión Americana de Genealogía, además de  México (país sede), asistieron delegados de los siguientes países: 
 Alemania,  Argentina,  Chile,  Colombia,  Costa Rica,  Ecuador,  España,  Estados Unidos,  Nicaragua,  Perú y  República Dominicana.
Destacó la presencia de Yves de La Goublaye de Ménorval y Jaime de Salazar y Acha, vicepresidentes de la Confédération Internationale de Généalogie et d'Héraldique.

## Ceremonia inaugural
La ceremonia inaugural se verificó a las 10:00 horas del día 11 de octubre; fue presidida, en primer lugar, por Pedro Mata Vázquez, director general del Consejo Estatal de Ciencia y Tecnología, en representación de Leonel Godoy Rangel, gobernador del Estado de Michoacán; asimismo, le acompañaron en dicho acto: la Lic. Daniela de los Santos Torres, Síndico Municipal de Morelia, en representación del Lic. Fausto Vallejo Figueroa, Presidente Municipal de Morelia; la Dra. Alicia Mayer González, Directora del Instituto de Investigaciones Históricas de la Universidad Nacional Autónoma de México; el Lic. José Ignacio Conde y Cervantes, miembro de número de la Academia Mexicana de Genealogía y Heráldica; y la Lic. Sofía Irene Velarde Cruz, Directora del Museo de Arte Colonial de Morelia, en representación del Mtro. Jaime Hernández Díaz, Secretario de Cultura del Gobierno del Estado de Michoacán.

## Ceremonia de entrega del reconocimiento "Visitante Distinguido"
A las 19:00 horas del martes 12 de octubre, en el Salón de Cabildo del Palacio Municipal de la ciudad de Morelia (edificación de 1766 y antigua sede de la Factoría de Tabaco), todos los delegados asistentes a la XVI Reunión Americana de Genealogía y VI Congreso Iberoamericano de las Ciencias Genealógica y Heráldica fueron agraciados por el Honorable Ayuntamiento Constitucional de Morelia con el diploma que les acredita, a cada delegado en particular, como Visitante Distinguido.
El acto fue encabezado por la Lic. Daniela de los Santos Torres, Síndico Municipal de Morelia, en representación del Lic. Fausto Vallejo Figueroa, Presidente Municipal de Morelia; y el Lic. Zeus Rodríguez Miranda, Director de Turismo de la ciudad de Morelia. El documento ha sido realizado sobre el tradicional papel de amate y fue rubricado por Fausto Vallejo Figueroa, Presidente Municipal de Morelia.
Al término del evento, se ofreció un cóctel y se presentó un conjunto musical que interpretó música regional michoacana y mexicana.

## Programa de Ponencias
Se presentaron un total de treinta y cinco ponencias, a través de quince sesiones:

### Lunes 11
Sesión I:
- 1.-  Alejandro Mayagoitia y von Hagelstein: La limpieza de sangre y las dignidades: piedras angulares del estatuto jurídico de la nobleza novohispana en vísperas de la Independencia.
- 2.-  Thomas Hillerkuss: Blanquear apellidos: los Oñate-Salazar y el papel de los Rivadeneyra de Medina de Rioseco en el virreinato de la Nueva España del Siglo XVI.
- 3.-  Alicia Sosa de Alippi / Federico Masini: De España a América: Los Ruiz de Alarcón.

Sesión II:
- 4.-  Lourdes Lascurain Orive de Doucet: Los de Lascurain (Antzuola 1307–México 2007).
- 5.-  George Ryskamp: Investigando la microhistoria de un hombre común en tiempos no comunes: Cesáreo García 1798-1874, desde soldado español a juez mexicano.

Sesión III:
- 6.-  /  Patricio Muñoz Valdivieso / José Miguel de la Cerda Merino: Descendencia de doña Francisca de la Cueva. De México a Quito (Siglo XVI).
- 7.-  Carmen Ruiz de Pardo: Un inca, dos ñusta y siete conquistadores en una familia cusqueña.

Sesión IV:
- 8.-  Ninel Valderrama Negrón: Las redes familiares de Lorenzo de la Hidalga en Nueva España. Una visión desde la Historia del Arte.
- 9.-  José Miguel Mayoralgo y Lodo (presentado en su ausencia por Javier Sanchiz Ruiz): Antecedentes de la emancipación: El reino de Nueva España en el registro de la Real Estampilla (1759-1798).

### Martes 12
Sesión V:
- 10.-  Jaime de Salazar y Acha: Notas para el estudio de una familia entre dos mundos: los Fernández Villamil.
- 11.-  Mela Bryce Delgado de Tubino: Juan Pío de Tristán y Moscoso, Un moderno político en la Emancipación del Perú.
- 12.-  Gerard Marí i Brull: La destrucción de emblemas heráldicos por motivos ideológicos: revoluciones de los siglos XVIII-XIX en Europa y en México.
- 13.-  Javier Sanchiz Ruiz: Los Sánchez Pareja y su inserción en la sociedad mexicana. El antes y el después de la Independencia.

Sesión VI:
- 14.-  Rodrigo-Alonso López-Portillo y Lancaster-Jones: Los Villaseñor: desde Guayangareo-Michoacán a la Independencia Nacional.
- 15.-  Francisco Pérez de Salazar y Verea: Permanencia y control familiar del cabildo angelopolitano. El antes y el después del México independiente.

Sesión VII:
- 16.-  Amaya Garritz Ruiz: Realistas e insurgentes. Socios y descendientes de la RSBAP en México
- 17.-  Yves de La Goublaye de Ménorval: Familia y emancipación americana. Mis antepasados maternos en la Independencia (Ecuador, Colombia y Costa Rica).

Sesión VIII:
- 18.-  Eugenio Mejía Zavala: La familia Anzorena y Foncerrada. Movilidad de una familia novohispana en las postrimerías del virreinato.

### Jueves 14
Sesión IX:
- 19.-  José Carlos Casas Sánchez: Armerías primitivas del linaje de Moctezuma.
- 20.-  José Ignacio Conde y Cervantes: Las armas reales de España en la porcelana de compañía de Indias.
- 21.-  Isidoro Vázquez de Acuña y García del Postigo: Racismo y genealogía. Der Ahnenpass.

Sesión X:
- 22.-  Daniela Pastor Téllez: Juan José de Juangorena y Miguelena. Familia, Universidad e Iglesia en las postrimerías de la Nueva España.
- 23.-  Paul Rizo-Patrón Boylan: Los Lequerica en Ecuador y Perú (desde la segunda mitad del siglo XVIII hasta primera mitad del siglo XX).

Sesión XI:
- 24.-  Giselle Fernández Alfaro: Semblanza de un costarricense que se estableció y triunfó en México. Gonzalo Robles Fernández, su descendencia.
- 25.-  George Ryskamp: Familias de la nobleza extremeña entre los antepasados de Melitón González Trejo.

Sesión XII: 
- 26.-  Salvador de Pinal-Icaza y Enríquez: Isidro Ignacio de Icaza e Iraeta, firmante del Acta de Independencia mexicana.
- 27.-  Jorge Barbabosa Torres: Desatar el nudo: la familia Barbabosa.
- 28.-  Alicia Albornoz: Los nombres de México-Tenochtitlan.

### Viernes 15
Sesión XIII:
- 29.-  Marcia Stacey Chiriboga: Los Archivos militares y la genealogía.
- 30.-  Juan Guillermo Muñoz Correa: Archivos de Secretaría de Gobierno: el caso de Capitanía General en el reino de Chile.
- 31.-  Gloria Lizania Velasco Mendizábal: Familia, poder y negocios: El conde de San Bartolomé de Jala.
- 32.-  Luis Arturo del Castillo Múzquiz: Servando Gómez de la Cortina, primer conde de la Cortina (1741-1795).

Sesión XIV:
- 33.-  Ruth Schirmacher: FamilySearch: El recurso genealógico más grande del mundo Hispano.
- 34.-  Rodolfo Derbez Lozada: Nuevos recursos y fuentes genealógicas, al servicio de la comunidad.

Sesión XV:
- 35.-  Javier Gómez de Olea y Bustinza: La falsificación empleada para las rehabilitaciones de los títulos de Marqués de Jódar y Conde de Medina y Torres.

## Programa Cultural
Entre otras actividades, se realizaron visitas a diversos centros culturales como: el Museo Regional Michoacano, el Museo Casa Natal de Morelos, la Casa de García Obeso, el Museo de Arte Colonial de Morelia, el Museo del Dulce, el Colegio de San Nicolás de Hidalgo, el Antiguo Real Hospital de San Juan de Dios, el Palacio Legislativo de Michoacán, el Palacio de Gobierno de Michoacán, la Catedral de Morelia, el Antiguo Templo de la Compañía de Jesús de Morelia, el Templo y Ex-Convento de las Rosas, el Templo y Ex-Convento de la Merced, el Templo y Ex-Convento Franciscano de San Buenaventura (actualmente, el Ex-Convento es el Museo Casa de las Artesanías), etc.
El lunes 11, el Instituto de Investigaciones Históricas de la Universidad Nacional Autónoma de México ofreció una comida en la cual se disfrutaron deliciosos platillos de la gastronomía mexicana.
El martes 12, la Secretaría de Turismo del Gobierno del Estado de Michoacán ofreció una comida en un reconocido restaurante de Morelia, degustándose exquisitos platillos de la gastronomía michoacana.
El miércoles 13, se realizó una visita guiada a la zona lacustre. Se comenzó por la Capilla del Señor Santiago en Tupátaro, obra de artesonado policromado que data del siglo XVI; se continuó al Convento de Santa Ana de Tzintzuntzan, donde se apreciaron los jardines y los olivos de hace más de cuatrocientos años, así como también, las importantes edificaciones de los siglos XVI y XVII que se resguardan en dicho emplazamiento. Más tarde, se arribó a Pátzcuaro, donde se realizaron una serie de visitas a las diversas iglesias y edificaciones históricas de la localidad.
El mismo miércoles 13, el Mtro. Francisco-Luis de Yturbe y Bosch-Labrús, miembro de número de la Academia Mexicana de Genealogía y Heráldica ofreció a todos los asistentes, una comida consistente en diversos platos típicos de la gastronomía michoacana; evento amenizado tanto por un cuarteto musical que interpretó diversas melodías regionales, así como por un grupo de baile que interpretó el célebre baile michoacano: la Danza de los Viejitos.
Por la noche del miércoles 13, la Secretaría de Cultura del Gobierno del Estado de Michoacán, ofreció un Concierto de Gala a cargo del Cuarteto Ad-Libitum en el Conservatorio de Las Rosas (institución fundada en 1743).
El jueves 14, el Instituto de Investigaciones Estéticas (Universidad Nacional Autónoma de México) ofreció una comida en la cual se disfrutaron deliciosos platillos de la gastronomía michoacana.
El viernes 15, la Secretaría de Turismo del Gobierno del Estado de Michoacán ofreció un cóctel de despedida amenizado por la tradicional música de Mariachi, interpretada por uno de los más prestigiosos conjuntos de mariachi del Estado de Michoacán.

## Reunión informativa de los institutos y academias participantes
La reunión informativa de los institutos y academias participantes se verificó el viernes 15 de octubre, y tuvo por objeto informar las diversas actividades y publicaciones de las instituciones científicas presentes en la XVI Reunión Americana de Genealogía y VI Congreso Iberoamericano de las Ciencias Genealógica y Heráldica; participaron los directivos y representantes de las instituciones asistentes, a saber:
- Federico Masini (Argentina).
- Isidoro Vázquez de Acuña y García del Postigo[12] (Chile).
- Francisco Javier Gómez (Colombia).
- Yves de La Goublaye de Ménorval[13] (Costa Rica).
- Marcia Stacey Chiriboga (Ecuador).
- Jaime de Salazar y Acha[14] (España).
- George Ryskamp (Estados Unidos).
- Salvador de Pinal-Icaza y Enríquez[15] (México).
- Silvio Isaba Acuña (Nicaragua).
- James Jensen de Souza-Ferreira[16] (Perú).
- Luis José Américo Prieto Nouel[17] (República Dominicana).

## Ceremonia de Clausura
La ceremonia de clausura se verificó a las 18:30 horas del viernes 15 de octubre, con la representación del Instituto de Investigaciones Históricas de la Universidad Nacional Autónoma de México; del Gobierno del Estado de Michoacán a través de la Secretaría de Cultura; y de la Academia Mexicana de Genealogía y Heráldica. 
En el evento, se entregó a cada uno de los delegados, un diploma mediante el cual, se acredita su asistencia y, en su caso, además, la presentación de una ponencia. Este documento fue rubricado por la Dra. Alicia Mayer González, Directora del Instituto de Investigaciones Históricas de la Universidad Nacional Autónoma de México; por Jaime Hernández Díaz, secretario de Cultura del Gobierno del Estado de Michoacán; y por Salvador de Pinal-Icaza y Enríquez, presidente de la Academia Mexicana de Genealogía y Heráldica.
Asimismo, Francisco-Luis de Yturbe y Bosch-Labrús, miembro de número de la Academia Mexicana de Genealogía y Heráldica regaló a todos los asistentes, una réplica de una medalla conmemorativa, mandada fundir, ex-profeso, para la conmemoración de la XVI Reunión Americana de Genealogía y VI Congreso Iberoamericano de las Ciencias Genealógica y Heráldica.

### Genealogía, heráldica y documentación
En 2014 salió a luz el libro titulado Genealogía, heráldica y documentación. En esta obra se reúnen las ponencias presentadas y ha sido editada bajo la coordinación de Amaya Garritz y Javier Sanchiz; y publicada por la Universidad Nacional Autónoma de México a través del Instituto de Investigaciones Históricas (UNAM), siendo el número 94 de la Serie Historia Novohispana.